# Zsember
Zsember (szlovákul Žemberovce) község Szlovákiában, a Nyitrai kerület Lévai járásában. Alsó- és Felsőzsember egyesítésével jött létre.

## Fekvése
Lévától 12 km-re északkeletre, a Szikince bal partján fekszik.

## Története
A régészeti leletek tanúsága szerint területén az újkőkorszaktól a bronzkoron (lausitzi kultúra) át a római korig folyamatosan éltek emberek. 1956-ban a Hradisko nevű falurészen végeztek régészeti feltárásokat, ahol számos, a 10.–12. századra tehető cseréptöredék került elő.
A község első említése az egykori Felsőzsemberre vonatkozik, "Sember" alakban és 1256-ból való. 1332-ben a pápai tizedjegyzék szerint már állt a falu temploma. Alsózsember később a Felsőzsemberi határban keletkezett, első említése 1389-ben "Alsousember" alakban történik. A község a Zsembery család ősi birtoka, később helyi nemesek a birtokosai.  A 15. századtól különböző alakban szerepel a település neve az írott forrásokban. 1483-ban "Felsewsember" és "Kewzepsember" néven említik. 1570-ben az Esztergomi Szandzsák adóösszeírásában a korábbi Felsőzsembert Nagyzsember néven említik 22 háztartással, a Kiszsemberként említett korábbi Alsózsembernek 6 háztartása volt. 1664-ben az Érsekújvári Vijalet összeírásában Felsőzsembernek 49, Alsózsembernek 32 adózó háztartása létezett 16.846, illetve 13.219 akcse kivetett adóval. 1715-ben Felsőzsemberben 4 kúria és 32 háztartás, Alsózsemberben 15 háztartás található. 1828-ban Felsőzsember 100 házában 614 lakos, Alsózsember 41 házában 219 lakos élt. A 18. században a Boross és Szulyói családok, a 19. században a Benyovszky család voltak a főbb birtokosok. Mellettük még a Rudnay, Szegvári, Pischl, Hornyacsek, és Kohner családok rendelkeztek nagyobb birtokokkal. Lakói mezőgazdasággal, szőlőműveléssel, szövéssel, kosárfonással, faáruk készítésével foglalkoztak.
Vályi András szerint „ZSEMBERI. A. F. Zsemberi. Két falu Hont Várm. földes Uraik Zsembery, és több Uraságok, lakosaik katolikusok, és másfélék; A. a’ Felsőnek filiája; határjaik jók, piatzok Báton.”
Fényes Elek szerint „Zsember (Alsó), Honth m. tót f. ut. p. Báthoz 1/2 mfd. 125 kath., 129 evang. lak. Bortermesztés. Szántóföldek. F. u. a Zsembery nemzetség.
Zsember (Felső), Honth m. tót f. 310 kath., 290 evang. lak. Kath. és evang. templomok. Kastély. Szőlőhegy. F. u. a Baros nemzetség. Ut. p. Báth.”
Hont vármegye monográfiája szerint „Alsózsember, a barsi határ közelében fekvő tót kisközség, 43 házzal és 327 róm. kath. és ág. ev. vallású lakossal; vasúti állomása Léva, postája és távirója Bát. A Zsemberi család ősi birtoka, melyet már 1275-ben említenek, a mikor bizonyos Zsemberi Zazun és Ambrus neve bukkan fel. Zazun fia Gergely, 1329-ben a maga részét átengedte unokáinak, Kiskereskényi Miklós fiainak. 1368-ban Bagonya unokái, János és György, vásároltak itt jószágot. 1376-ban Zsemberi Saul és János megosztoztak Derzsenyei Mihálylyal a zsemberi határhoz tartozó Aba részein. 1405-ben Szendi Mihály vajda, a Kálnay-család őse, kapott itt királyi adományként birtokot, melyben 1475-ben Mátyás király is megerősítette. A Zsemberiek századokon át maradtak ez ősi fészkükben; ma is áll a kastélyuk, melynek építési évét a XIV. századra teszik. Falán látható a Zsembery-család czimere e körirattal: Aedificatum Anno 1255. Renovatum 1812. Ennek a kastélynak pinczéjéből mintegy kilenczven méter hosszu titkos alagút vezet hosszan a hegyoldalba. 1595-ben itt tartotta a vármegye közgyűléseit. A XVIII. században a Szulyovszky-családot találjuk itt részbirtokosként; a mult században pedig a Benyovszkyak is itt gazdálkodtak. Jelenleg Rudnay Bélának van nagyobb birtoka és övé a Zsemberiek hajdani kastélya is. Másik birtokos a faluban Schrank Salamon. A községhez tartozik Kőhatár-puszta és Tissó-major.”
"Felsőzsember, a Szikincze patak mellett fekvő tót kisközség, 109 házzal és 632 róm. kath. és ág. ev. vallású lakossal; vasúti állomása Léva, posta- és táviróállomása Báton van. Árpádkori község, mely a pápai tizedszedők lajstromában is szerepel. 1405-ben Szendi István vajda, a Kálnay család őse, nyerte királyi adományul a birtokot, a melyben e családot 1475-ben Mátyás király is megerősítette. Része volt itt a XV. század elején Kisthuri Miklósnak is. A további századok során a falu Alsózsember sorsában osztozott. A XVIII. század elején a Bellusi Baross családot találjuk a birtokban, melyet a mult században is megtartott. A XIX. században, a Barossokon kivül, Lukács Lajosnak is volt itt jószága; jelenleg pedig Csuzy Pál, Pethő Imre és Pischl Samu a birtokosai. Egy régi, mintegy két évszázados kastély romjain kívül, egykor a Baross család két urilakát találjuk a faluban; ezek egyikét Csuzy, a másikat Pischl lakja. 1611-ben itt tartotta a vármegye közgyűléseit. A községbeli róm. kath. templom 1745-ben épült; az ág. ev. templom újabb keletü."
A trianoni békeszerződésig Hont vármegye Báti járásához tartozott.
Alsó- és Felsőzsembert 1946-ban egyesítették. Alsózsemberen 1952-ig szeszfőzde működött.

## Népessége
| Év:            | 1994. | 2004.   | 2014.   | 2024.   |
| -------------- | ----- | ------- | ------- | ------- |
| Emberek száma: | 1299  | 1239    | 1267    | 1235    |
| Eltérés:       |       | -4,61 % | +2,25 % | -2,52 % |

| Év:            | 2023. | 2024.   |
| -------------- | ----- | ------- |
| Emberek száma: | 1234  | 1235    |
| Eltérés:       |       | +0,08 % |

1880-ban Alsózsember 241 lakosából 20 magyar és 204 szlovák anyanyelvű volt.
Felsőzsember 634 lakosából 34 magyar és 551 szlovák anyanyelvű volt.
1890-ben Alsózsember 280 lakosából 35 magyar és 242 szlovák anyanyelvű volt.
Felsőzsember 614 lakosából 24 magyar és 577 szlovák anyanyelvű volt.
1900-ban Alsózsember 327 lakosából 66 magyar és 261 szlovák anyanyelvű volt.
Felsőzsember 632 lakosából 86 magyar és 537 szlovák anyanyelvű volt.
1910-ben Alsózsember 449 lakosából 190 magyar és 257 szlovák anyanyelvű volt.
Felsőzsember 688 lakosából 88 magyar és 592 szlovák anyanyelvű volt.
1921-ben Alsózsember 466 lakosából 33 magyar és 398 csehszlovák volt.
Felsőzsember 719 lakosából 39 magyar és 677 csehszlovák volt.
1930-ban Alsózsember 644 lakosából 639 csehszlovák volt.
Felsőzsember 899 lakosából 18 magyar és 880 csehszlovák volt.
1991-ben 1322 lakosából 6 magyar és 1306 szlovák volt.
2001-ben 1243 lakosából 5 magyar és 1221 szlovák volt.
2011-ben 1265 lakosából 9 magyar, 1170 szlovák és 71 ismeretlen nemzetiségű volt.
2021-ben 1229 lakosából 14 (+2) magyar, 1138 (+4) szlovák, 1 (+1) cigány, 1 ruszin, 16 egyéb és 59 ismeretlen nemzetiségű volt.

## Neves személyek
- Felsőzsemberen született 1865-ben Baross László mezőgazdasági szakember, búzanemesítő.
- Itt tanult Jarmila Bátovská levéltáros.

## Nevezetességei
- Római katolikus temploma 1754-ben épült barokk stílusban.
- evangélikus temploma 1886-ban épült.
- A Zsembery-kastély 16. századi, 1672-ben már romos állapotban volt.
- Későbarokk kúria a 18. század első feléből.
- Klasszicista kúria a 19. század első feléből, később átépítve.
- Klasszicista kastély a 19. század első feléből, átépítve neoromán stílusban.

## Külső hivatkozások
- Hivatalos oldal
- Községinfó
- Zsember Szlovákia térképén
- Travelatlas.sk
- E-obce.sk Archiválva 2008. február 19-i dátummal a Wayback Machine-ben